# ヘンリー・ムーン
ヘンリー・ムーン（Henry George Moon、 1857年2月18日 - 1905年10月6日）はイギリスの風景画家、植物画家である。ランの専門月刊誌、"Reichenbachia" に描いたランの絵で知られる。

## 略歴
ハートフォードシャーのバーネットで、議会職員の息子に生まれた。美術学校で学んだ。弁護士事務所で働き、弁護士も目指していたが、21歳のとき園芸雑誌、『ガーデン』（Garden）の美術チームに参加した。「ガーデン」の多色画を描いた。この時期のムーンはアメリカの風景画家、ウィリアム・エドワード・ノートン（William Edward Norton）に影響を受けた風景画を描いた。『イギリスの庭園』（"The English Flower Garden, Wild Garden, and Flora and Silva"）にも参加した) 。
1884年に、ウィリアム・ロビンソンの出版した『イギリスの庭園』の図版を描くために、セント・オールバンズのヘンリー・フレデリック・コンラッド・サンダーの栽培園を訪れた。1885年にサンダーからランの専門誌"Reichenbachia"の図版を描くことを要請され、その後4年間、植物の絵を描き、手彩色の作業を監督した。自ら木版を製作した。
1892年秋に家族とセント・オールバンズに住むようになり、2年後にサンダーの娘と結婚し、継続的にサンダーのために、植物画を描いた。"Reichenbachia"の植物画はウォルター・フィッチやA. H. Loch、George Hansen、Charles Storer、J. Watton、J. L. Macfarlaらが描いた。

## ムーンの植物画

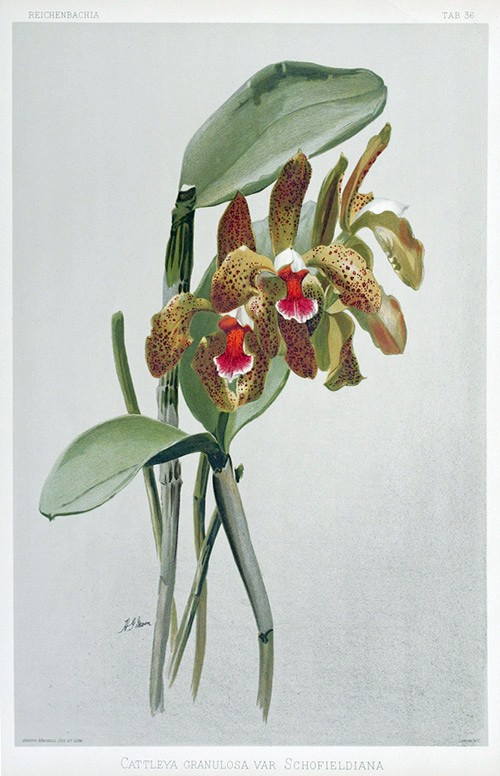
カトレア ショフィエルディアナ
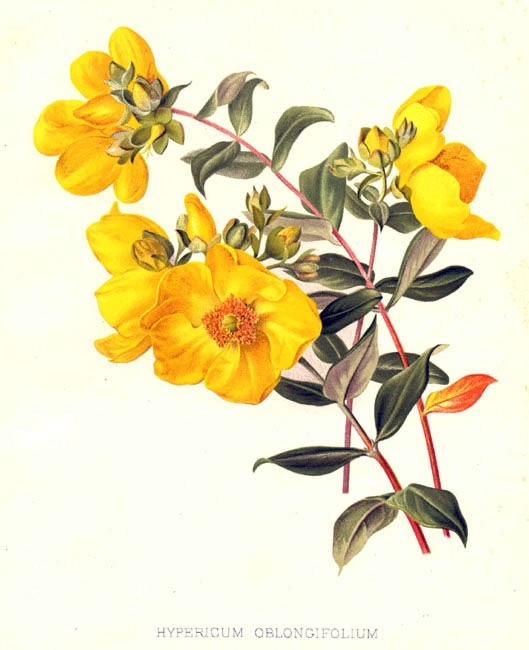
Hypericum
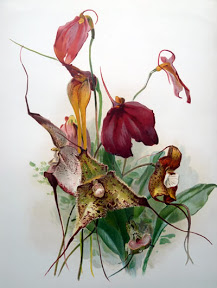